# La cittadella (miniserie televisiva 1964)
La cittadella è uno sceneggiato televisivo italiano, prodotto e trasmesso nel 1964 dalla Rai, per la regia di Anton Giulio Majano, tratto dall'omonimo romanzo di Archibald Joseph Cronin.

## Trama
L'anziano e famoso medico scozzese Andrew Manson in un circolo sociale viene avvicinato dal giovane Grenfell, che gli chiede consiglio trovandosi di fronte a un bivio decisivo per la propria vita: non sa se scegliere la professione medica come missione verso la società umana o gettarsi su una carriera brillante e redditizia. Andrew accoglie il giovane molto amorevolmente, non gli indica una scelta precisa ma, essendosi trovato lui stesso, da giovane, tormentato dai medesimi dubbi, inizia a raccontargli la propria vita.
Inviato a lavorare in un villaggio minerario del Galles, l'uomo è innamorato della dolce maestrina Christine, ma cede di fronte al fascino della bella Francis.
Molte delle scene sono state girate nelle miniere di Gavorrano.